# Bemaßung

Eine Bemaßung wird auf technischen Zeichnungen, in CAD-Programmen (2D und 3D) als Zahlenwerte auf einem Maß angegeben und beschreibt die Abmessungen von Einzelteilen oder Baugruppen. Den angegebenen Zahlenwert bezeichnet man Nennmaß. Die Darstellungsmethoden sind in den Zeichnungsnormen (z. B. DIN 406 Maßeintragung in Zeichnungen) festgelegt. Unter anderem sind folgende Merkmale festgelegt:
- Das Nennmaß kann mit Zusätzen, wie Toleranzen oder Passungen, versehen werden.
- Werden dem Nennmaß keine weiteren Zusätze angefügt, gilt eine Allgemeintoleranz, die im Schriftfeld festgelegt ist.
- Vorangestellte Zeichen weisen darauf hin, dass es sich bei dem Maß um einen Durchmesser (Ø), einen Radius (R), eine Kugelform (S), eine Bogenlänge (⌒) oder einen quadratischen Querschnitt (⬜) handelt.
- Nicht maßstabsgetreu dargestelle Elemente werden mit einem unterstrichenen Maß definiert.
- Ein abgerundeter Rahmen um das Maß legt fest, dass dieses Maß von besonderer Bedeutung ist und nach der Fertigung geprüft werden muss. (Prüfmaß)

Statt Maßpfeilen können zur Maßlinienbegrenzung beispielsweise bei Platzmangel oder zur Vereinfachung bei Skizzen auch Punkte oder Schrägstriche verwendet werden.
Längenmaße können ohne die allgemein verwendete Maßeinheit (Millimeter, in der Architektur auch Meter) angegeben werden. Wenn mehr als eine Maßeinheit verwendet wird, schreibt DIN 406 allerdings vor, die Standardeinheit in der Nähe des Schriftfeldes zu vermerken, z. B. mit: »unless otherwise specified all Dimensions in mm«

Bei Winkelmaßen ist zwingend eine Maßeinheit anzugeben, sowohl dem Nennmaß als auch der Toleranz (z. B. Grad, Minuten, Sekunden).

## Bemaßung in Bauzeichnungen
In Bauzeichnungen weist die Bemaßung eine Besonderheit auf: Alle Maße unter 1 Meter werden in der Einheit Zentimeter auf den Maßlinien angegeben, Maße über 1 Meter in der Einheit Meter, ohne dass dies besonders gekennzeichnet wird. Zu unterscheiden sind die Einheiten an der Tatsache, dass alle Maße ab einem Meter mit zwei Nachkommastellen(eventuell zwei Nullen) angegeben werden, und dass Zentimeterangaben niemals ein Kommazeichen haben. Somit bedeutet die Maßzahl „50“ 50 cm; die Maßzahl „50,00“ bedeutet 50 m. Millimeter werden stets als kleine Hochzahl an das Maß angehängt und normalerweise auf 5 mm gerundet.
Längenmaße stehen stets oberhalb einer Maßlinie. Maßeinträge unterhalb einer Maßlinie bezeichnen die lichte Höhe von Fenster- und Türöffnungen. Die Brüstungshöhe wird mit dem Vorsatz BRH= direkt an der jeweiligen Öffnung dargestellt.
Maßketten werden rund um den Grundriss am Blattrand angelegt, die Beschriftung erfolgt für waagrechte Maßlinien von unten und für senkrechte von rechts lesbar. Die Begrenzungen der Maße auf den Ketten bestehen aus kurzen Strichen rechtwinklig zur Maßkette und wahlweise einem Punkt auf der Kreuzung der Linien oder einem weiteren kurzen schrägen Strich der im Verhältnis zur Maßlinie stets nach rechts aufwärts weist. Im Gegensatz zu anderen technischen Zeichnungen werden die Begrenzungslinien der einzelnen Maße einer Maßkette nicht bis zum Bauteil verlängert. Pfeile als Begrenzung sind unüblich, ebenso wie die Maßlinie zu unterbrechen, um die Maßzahl auf gleicher Höhe dazwischenzuschreiben.
Außer den Bemaßungen auf den Maßketten gibt es weitere Maße, die bei der Bemaßung einer Zeichnung eingetragen werden. Dazu gehören Angaben der Höhenkoten wie Oberkante Fertigfußboden (OKFF), Oberkante Rohdecke (OKRD) etc. eines Geschosses, die mit den entsprechenden Abkürzungen und Symbolen direkt an geeigneter Stelle in die Zeichnung eingetragen werden.
Zeichnungen aus CAD-Anlagen weichen oft von diesen in Deutschland gebräuchlichen und genormten Darstellungsmethoden ab und verwenden stattdessen vereinfacht die amerikanischen Konventionen.